# Lipniki (Górowo Iławeckie)
Lipniki und Lipniki Młyn (deutsch Liebnicken und Mühle Liebnicken) sind Orte in der polnischen Woiwodschaft Ermland-Masuren im Bereich der Landgemeinde Górowo Iławeckie (Landsberg) im Powiat Bartoszycki (Kreis Bartenstein) – bis 1945 im Kreis Preußisch Eylau in Ostpreußen.

## Geographische Lage
Lipniki und Lipniki Młyn liegen im Nordwesten der Woiwodschaft Ermland-Masuren, 18 Kilometer westlich der früheren und heute auf russischem Staatsgebiet gelegenen Kreisstadt Preußisch Eylau (russisch Bagrationowsk) bzw. 31 Kilometer nordwestlich der jetzigen Kreismetropole Bartoszyce (deutsch Bartenstein).

## Geschichte

### Lipniki (Liebnicken)
Vor 1400 wurde das seinerzeitige Lypenki, nach 1414 Lippenicken und Liebnick, nach 1820 Liebnik und nach 1831 Liebnicken genannte Dorf gegründet. Es bestand aus einem Gut und ein paar Gehöften. Am 28. Juli 1874 wurde der Gutsbezirk Liebnicken aus dem bisherigen Vorwerk Liebnicken gebildet und in den kurz zuvor errichteten Amtsbezirk Wildenhoff (polnisch Dzikowo Iławeckie) im ostpreußischen Kreis Preußisch Eylau, Regierungsbezirk Königsberg, eingegliedert. Im Jahre 1910 zählte Liebnicken 80 Einwohner.
Am 30. September 1928 wurde der Gutsbezirk Liebnicken in die benachbarte Landgemeinde Sangnitten (polnisch Sągnity) eingegliedert.
Als 1945 in Kriegsfolge das gesamte südliche Ostpreußen an Polen abgetreten wurde, erhielt Liebnicken die polnische Namensform „Lipniki“. Heute ist das Dorf eine Ortschaft innerhalb der Gmina Górowo Iławeckie (Landgemeinde Landsberg) im Powiat Bartoszycki (Kreis Bartenstein), von 1975 bis 1998 der Woiwodschaft Olsztyn, seither der Woiwodschaft Ermland-Masuren zugehörig.

### Lipniki Młyn (Mühle Liebnicken)
Die Gründung des seinerzeit Lipenik genannten Vorwerks erfolgte in der mittleren Ordenszeit. lag zwei Kilometer südwestlich des damals so genannten „Klarer See“. Bis 1945 war Mühle Liebnicken ein Teil von Wildenhof (polnisch Dzikowo Iławeckie) im Kreis Preußisch Eylau in Ostpreußen.
Nach der Abtretung an Polen bekam Mühle Liebnicken die polnische Bezeichnung „Lipniki Młyn“. Wurde der Ort in den ersten Nachkriegsjahren auch noch genutzt, so gilt er heute als untergegangen, wobei er auch in einem der Nachbardörfer Sągnity (Sangnitten) bzw. Dzikowo Iławeckie (Wildenhoff) aufgegangen sein kann.

## Religion
Liebnicken und Mühle Liebnicken gehörten bis 1945 zum Kirchspiel der evangelischen Kirche Canditten (polnisch Kandyty) in der Kirchenprovinz Ostpreußen der Kirche der Altpreußischen Union.
Lipniki liegt heute im Bereich der Pfarrei Kandyty (Canditten) im Dekanat Górowo Iławeckie (Landsberg) im römisch-katholischen Erzbistum Ermland.

## Verkehr
Lipniki und die Ortsstelle Lipniki Młyn liegen nördlich einer Nebenstraße, die Kandyty (Canditten) mit Augamy (Augam) an der polnisch-russischen Staatsgrenze verbindet. Zwischen Kandyty und Sągnity zweigt ein Landweg nach Lipniki ab.
Zwischen 1898 und 1944 sowie 1953 und 1991 bestand Bahnanschluss über die Stationen Sangnitten und Wildenhoff an der Bahnstrecke von Königsberg nach Rothfließ und Niedersee. Nach dem Krieg wurde die Strecke nur noch ab Sągnity (Sangnitten) befahren.